# Aidochara planiventris
Aidochara planiventris är en skalbaggsart som beskrevs av Thomas Casey 1906. Aidochara planiventris ingår i släktet Aidochara och familjen kortvingar. Inga underarter finns listade i Catalogue of Life.